# تپه قیه
تپه قیه مربوط به دوران پیش از تاریخ ایران باستان است و در شهرستان بوئین‌زهرا، بخش آوج، روستای سعید آباد واقع شده و این اثر در تاریخ ۱۷ اسفند ۱۳۸۱ با شمارهٔ ثبت ۷۶۲۷ به‌عنوان یکی از آثار ملی ایران به ثبت رسیده است.